# 浅岡満俊

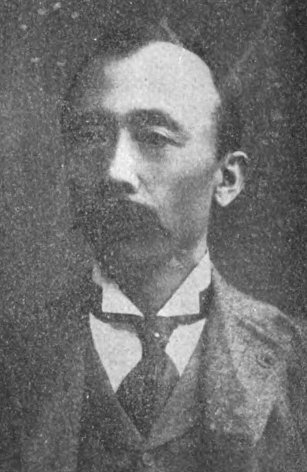
浅岡満俊

浅岡 満俊（あさおか みつとし、1861年12月28日（文久元年11月27日） - 1936年（昭和11年）8月26日）は、日本の海軍軍人。海軍造船中将正五位勲二等。

## 経歴
伊予松山藩士、豊島節之進の二男。浅岡氏の養子となり姓を改める。1879年（明治12年）に慶應義塾に入学し、1880年（明治13年）まで在学。
慶應義塾を中退して、造船職工となり、1882年（明治15年）に海軍省主船局御用掛となった。翌年から8年間にわたって渡英し、その間グリニッジ海軍大学校で学んだ。1891年に帰国後は、横須賀造船所の監督官となった。日清戦争の際に米国に派遣。海軍工廠に転じる。日露戦争の際に英国に派遣。1907年に造船大監・舞鶴海軍工廠造船部長となり、翌年に佐世保海軍工廠造船部長に転じ、さらに1913年（大正2年）には横須賀海軍工廠造船部長、海軍造船総監に就任した。1917年（大正6年）、技術本部第四部長。
1919年（大正8年）、予備役編入、海軍造船中将。

## 栄典

### 位階
- 1907年（明治40年）11月30日 - 従五位[1]
- 1913年（大正2年）2月10日 - 正五位[2]

### 勲章等
- 1914年（大正3年）5月16日 - 勲三等瑞宝章[3]
- 1915年（大正4年）11月7日 - 勲二等旭日重光章・大正三四年従軍記章[4]
- 1919年（大正8年）12月15日 - 大正三年乃至九年戦役従軍記章[5]・戦捷記章[6]